# Kiss Symphony: The DVD
Kiss Symphony: The DVD è un video dei Kiss, pubblicato il 9 settembre 2003 in formato DVD per l'etichetta Sanctuary Records.

## Il video
Il video propone la registrazione del concerto tenuto dal gruppo il 28 febbraio 2003 al Docklands Stadium di Melbourne, il cui audio era già stato utilizzato per produrre l'album KISS Symphony: Alive IV, pubblicato poco prima del video. Così come l'album, anche il video è diviso due dischi, ma in tre "atti": nel primo il gruppo suona solamente con gli strumenti elettrici, nel secondo con strumenti acustici e una parte dell'orchestra, mentre nell'ultimo (che include tutto il secondo disco, esattamente come nell'album) i Kiss suonano con l'orchestra e gli strumenti elettrici. Kiss Symphony: The DVD è stato premiato dalla RIAA con un doppio disco di platino il 2 dicembre 2003.

## Tracce

### Disco 1

#### Atto 1
1. Deuce
2. Strutter
3. Let Me Go, Rock'n Roll
4. Lick It Up
5. Calling Dr. Love
6. Psycho Circus

#### Atto 2
1. Beth
2. Forever
3. Goin' Blind
4. Sure Know Something
5. Shandi

### Disco 2

#### Atto 3
1. Detroit Rock City
2. King of the Night Time World
3. Do You Love Me?
4. Shout It Out Loud
5. God of Thunder
6. Love Gun
7. Black Diamond
8. Great Expectations
9. I Was Made for Lovin' You
10. Rock and Roll All Nite

## Formazione
- Gene Simmons - basso, voce
- Paul Stanley - chitarra ritmica, voce
- Peter Criss - batteria, voce
- Tommy Thayer - chitarra solista

### Altri musicisti
- I musicisti dell'orchestra sinfonica di Melbourne